# Hasarius obscurus
Hasarius obscurus là một loài nhện trong họ Salticidae.
Loài này thuộc chi Hasarius. Hasarius obscurus được Eugen von Keyserling miêu tả năm 1881.